# Monte Real
Monte Real ist eine Gemeinde (Freguesia) im Westen Portugals die zum Gemeindebezirk/Kreis (Municipio) Leiria gehört.

## Geographie
Monte Real erstreckt sich über eine Fläche von 13,7 km² und hat 2948 Einwohner (Stand 30. Juni 2011). Die kleine verschlafene Gemeinde liegt inmitten von Pinienwäldern nahe der Atlantikküste Costa da Prata. Das Klima ist mediterran und wird geprägt durch heiße Sommer mit Tagestemperaturen von Mitte Juni bis Ende August von durchschnittlich 30 °C. Monte Real liegt auf einer Höhe von 57 Metern ü. NN.
Der hauptsächliche Wirtschaftszweig der Gemeinde liegt in der Kleinstlandwirtschaft, im Dienstleistungssektor, dem Tourismus und die Versorgung der Angehörigen des hiesigen Militärflugplatzes.

## Das Kloster
In Monte Real gibt es ebenfalls ein Kloster das im Umland sehr bekannt ist. Das Mosteiro Santa Clara e do Santissimo Sacramento do Lourical.
Es wurde in den 1960er Jahren von der Ehrenwerten Madre Maria Teresa gegründet. Namensgeberin war die Santa Clara de Assis (Heilige Klara von Assisi), die einem alten italienischen Adelsgeschlecht entstammt.

## Weitere Sehenswürdigkeiten
- Das Haus der Verwaltung (Casa da Câmara de Monte Real)
- Die Kapelle von São João Baptista (Capela de São João Baptista)
- Die Quelle von Rainha Santa (Fonte da Rainha Santa)
- Die Quelle in der Innenstadt (Fonte do Centro da Vila)
- Der Berg Monte do Paço da Rainha
- Die Thermalquellen (Termas de Monte Real)